# Ściana Boleści
Ściana Boleści (ros. Стена скорби, Stiena skorbi) – pomnik w Moskwie, stanowiący monumentalną (30 m długości, 6 m wysokości), dwustronną płaskorzeźbę z brązu przedstawiającą około 500 symbolicznych, abstrakcyjnych postaci symbolizujących ludzi, którzy stracili życie w wyniku represji bezpośrednio po 1917 roku oraz represji stalinowskich, odsłonięty w dniu 30 października 2017 r. w Dzień Pamięci Ofiar Represji Politycznych przez prezydenta Rosji Władimira Putina, patriarchę moskiewskiego i całej Rusi Cyryla I oraz przedstawiciela Fundacji Pamięci Ofiar Represji – Władimira Łukina, którego cała rodzina zginęła w wyniku rewolucji bolszewickiej i następującej po niej fali represji. W wydarzeniu oprócz nich wzięli udział m.in. mer Moskwy Siergiej Sobianin, przedstawiciele świata nauki i kultury oraz wielu bohaterów tej uroczystości, czyli ofiar represji.

## Uroczystość odsłonięcia Ściany Boleści
Podczas uroczystego odsłonięcie Ściany Boleści, które odbyło się 30 października 2017 r. prezydent Rosji Władimir Putin złożył na pomniku  bukiet czerwonych róż, po czym  przypomniał:
„Represje nie oszczędziły ludzi utalentowanych, ani oddanych ojczyźnie – każdy mógł usłyszeć wymyślone i absurdalne oskarżenia. Miliony rzekomych wrogów ludu rozstrzelano bądź, okaleczono, trzymano w więzieniach i zesłano do gułagów. Tej przeszłości nie można wykreślić z narodowej pamięci, ani usprawiedliwiać  wyższym dobrem kraju. Żadnych usprawiedliwień być nie może.”
Następnie zwrócił się do Natalii Sołżenicynej wypowiadając słowa: „wiedzieć, pamiętać, osądzić.”